# Olympische Sommerspiele 1980/Turnen
Bei den XXII. Olympischen Sommerspielen 1980 in Moskau fanden 14 Wettkämpfe im Gerätturnen statt, davon acht für Männer und sechs für Frauen. Austragungsort der Turnwettkämpfe war der Lenin-Sportpalast. Alexander Ditjatin der erfolgreichste Athlet der Spiele, holte in allen acht Turnwettbewerben der Männer eine Medaille. Die Wettbewerbe wurden von den Athleten der UdSSR dominiert, die sich in 9 von 14 Wettkämpfen den Titel sicherten.

## Wettbewerbe und Zeitplan

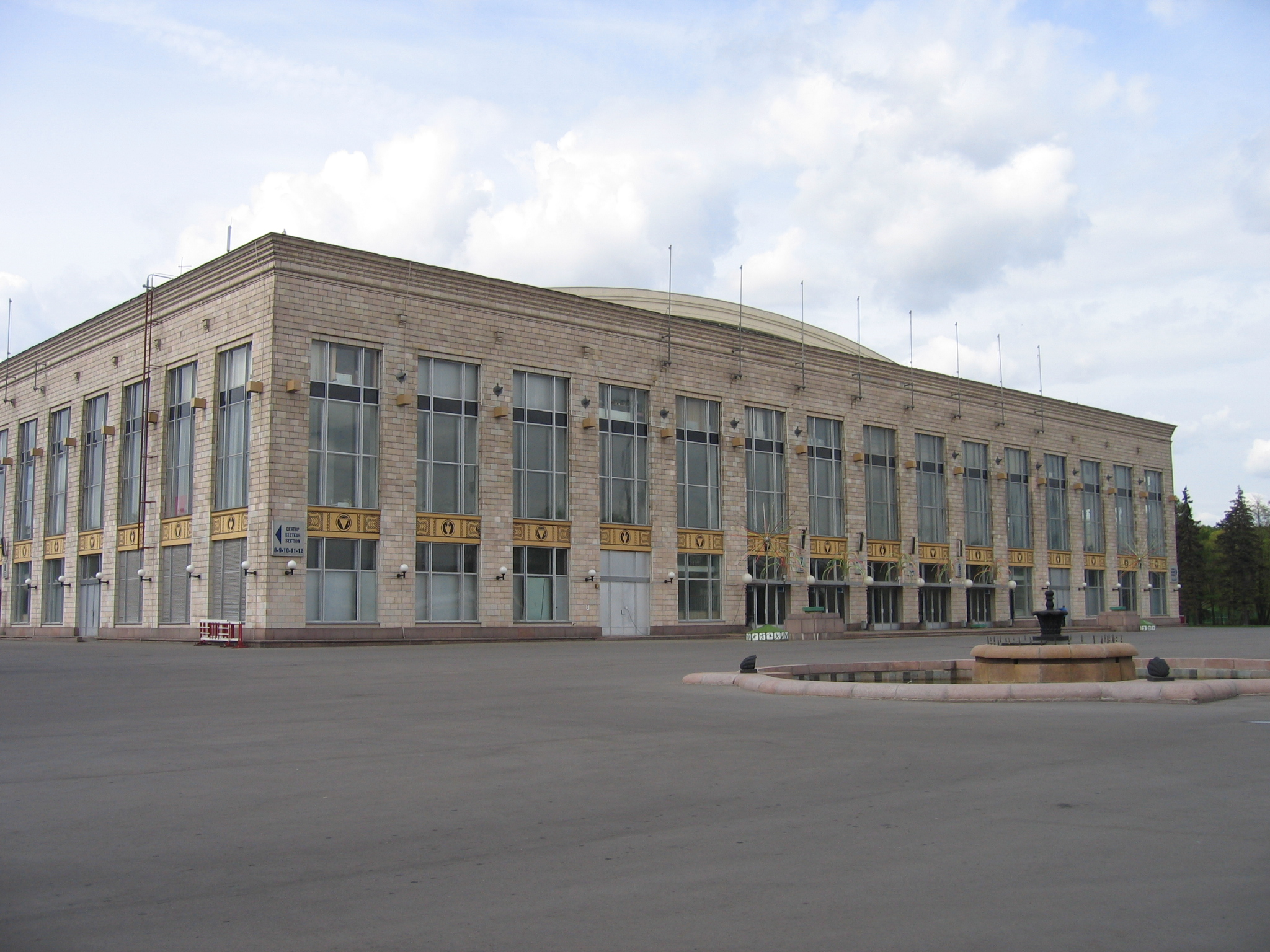
Lenin-Sportpalast – Austragungsort der Wettbewerbe im Gerätturnen

| Wettbewerbe und Zeitplan Gerätturnen | Wettbewerbe und Zeitplan Gerätturnen | Wettbewerbe und Zeitplan Gerätturnen | Wettbewerbe und Zeitplan Gerätturnen | Wettbewerbe und Zeitplan Gerätturnen | Wettbewerbe und Zeitplan Gerätturnen | Wettbewerbe und Zeitplan Gerätturnen |
| Wettbewerbe                          | Juli                                 | Juli                                 | Juli                                 | Juli                                 | Juli                                 | Juli                                 |
| Männer                               | 20.                                  | 21.                                  | 22.                                  | 23.                                  | 24.                                  | 25.                                  |
| ------------------------------------ | ------------------------------------ | ------------------------------------ | ------------------------------------ | ------------------------------------ | ------------------------------------ | ------------------------------------ |
| Mannschaftsmehrkampf                 | P                                    |                                      |                                      |                                      |                                      |                                      |
| Einzelmehrkampf                      | P                                    |                                      | K                                    |                                      |                                      |                                      |
| Boden                                | P                                    |                                      | K                                    |                                      |                                      |                                      |
| Seitpferd                            | P                                    |                                      | K                                    |                                      |                                      |                                      |
| Ringe                                | P                                    |                                      | K                                    |                                      |                                      |                                      |
| Sprung                               | P                                    |                                      | K                                    |                                      |                                      |                                      |
| Barren                               | P                                    |                                      | K                                    |                                      |                                      |                                      |
| Reck                                 | P                                    |                                      | K                                    |                                      |                                      |                                      |
| Frauen                               | 20.                                  | 21.                                  | 22.                                  | 23.                                  | 24.                                  | 25.                                  |
| Mannschaftsmehrkampf                 |                                      | P                                    |                                      |                                      |                                      |                                      |
| Einzelmehrkampf                      |                                      | P                                    |                                      | K                                    |                                      |                                      |
| Sprung                               |                                      | P                                    |                                      | K                                    |                                      |                                      |
| Stufenbarren                         |                                      | P                                    |                                      | K                                    |                                      |                                      |
| Schwebebalken                        |                                      | P                                    |                                      | K                                    |                                      |                                      |
| Boden                                |                                      | P                                    |                                      | K                                    |                                      |                                      |

| P | Pflicht | K | Kür |  | Finale |

## Männer

### Mannschaftsmehrkampf
| Platz | Land Athleten | Gesamt Punkte                                                                       | Finale Punkte                                    | Pflicht Punkte                                   |
| ----- | --- | ----------------------------------------------------------------------------------- | ------------------------------------------------ | ------------------------------------------------ |
| 1     | Sowjetunion Nikolai Andrianow Eduard Asarjan Alexander Ditjatin Bohdan Makuz Wladimir Markelow Alexander Tkatschow        | 589,60 Boden 98,05 Seitpferd 98,45 Ringe 98,25 Sprung 98,65 Barren 98,10 Reck 98,10 | 295,85 049,15 049,30 049,35 049,30 049,40 049,35 | 293,75 048,90 049,15 048,90 049,35 048,70 048,75 |
| 2     | Deutsche Demokratische Republik Ralf-Peter Hemmann Lutz Hoffmann Lutz Mack Michael Nikolay Andreas Bronst Roland Brückner | 581,15 Boden 96,90 Seitpferd 97,40 Ringe 96,75 Sprung 98,05 Barren 96,80 Reck 95,25 | 291,10 048,45 048,90 048,45 049,10 048,90 047,30 | 290,05 048,45 048,50 048,30 048,95 047,90 047,95 |
| 3     | Ungarn Ferenc Donáth György Guczoghy Zoltán Kelemen Péter Kovács Zoltán Magyar István Vámos                               | 575,00 Boden 96,05 Seitpferd 97,15 Ringe 95,00 Sprung 97,00 Barren 95,05 Reck 94,75 | 288,80 048,15 049,00 047,55 048,80 048,10 047,20 | 286,20 047,90 048,15 047,45 048,20 046,95 047,55 |
| 4     | Rumänien Romulus Bucuroiu Sorin Cepoi Aurelian Georgescu Dan Grecu Nicolae Oprescu Kurt Szilier                           | 572,30 Boden 94,25 Seitpferd 95,05 Ringe 96,20 Sprung 96,95 Barren 96,00 Reck 93,85 | 288,70 047,40 048,15 048,55 049,10 048,10 047,40 | 283,60 046,85 046,90 047,65 047,85 047,90 046,45 |
| 5     | Bulgarien Ognjan Bangiew Stojan Deltschew Plamen Petkow Rumen Petkow Janko Radantschew Dantscho Jordanow                  | 571,55 Boden 94,95 Seitpferd 94,65 Ringe 94,85 Sprung 96,55 Barren 95,90 Reck 94,65 | 287,70 048,15 047,95 047,70 048,50 048,50 046,90 | 283,85 046,80 046,70 047,15 048,05 047,40 047,75 |
| 6     | Tschechoslowakei Rudolf Babiak Josef Konečný Miroslav Kučeřík Jan Migdau Jiří Tabák Jan Zoulík                            | 569,80 Boden 95,00 Seitpferd 94,25 Ringe 95,95 Sprung 97,10 Barren 94,75 Reck 92,75 | 286,95 047,50 048,30 048,00 048,70 047,70 046,75 | 282,85 047,50 045,95 047,95 048,40 047,05 046,00 |

Teilnehmer: 9 Mannschaften
Finale am 22. Juli

### Einzelmehrkampf
| Platz | Land | Athlet              | Gesamt Punkte | Finale Punkte | Pflicht/Kür ø Punkte |
| ----- | ---- | ------------------- | ------------- | ------------- | -------------------- |
| 1     | URS  | Alexander Ditjatin  | 118,650       | 59,450        | 59,200               |
| 2     | URS  | Nikolai Andrianow   | 118,225       | 59,150        | 59,075               |
| 3     | BUL  | Stojan Deltschew    | 118,000       | 59,250        | 58,750               |
| 4     | URS  | Alexander Tkatschow | 117,700       | 59,000        | 58,700               |
| 5     | GDR  | Roland Brückner     | 117,300       | 58,850        | 58,450               |
| 6     | GDR  | Michael Nikolay     | 116,750       | 58,500        | 58,250               |
| 7     | GDR  | Lutz Hoffmann       | 116,025       | 58,150        | 57,875               |
| 8     | TCH  | Jiří Tabák          | 115,675       | 57,700        | 57,975               |
| 9     | ROU  | Dan Grecu           | 115,225       | 57,800        | 57,425               |
| 10    | HUN  | Zoltán Magyar       | 115,225       | 57,300        | 57,925               |

Teilnehmer: 68 Turner aus 16 Ländern
Finale am 24. Juli mit 36 Turner aus 13 Ländern

### Gerätefinals

#### Boden

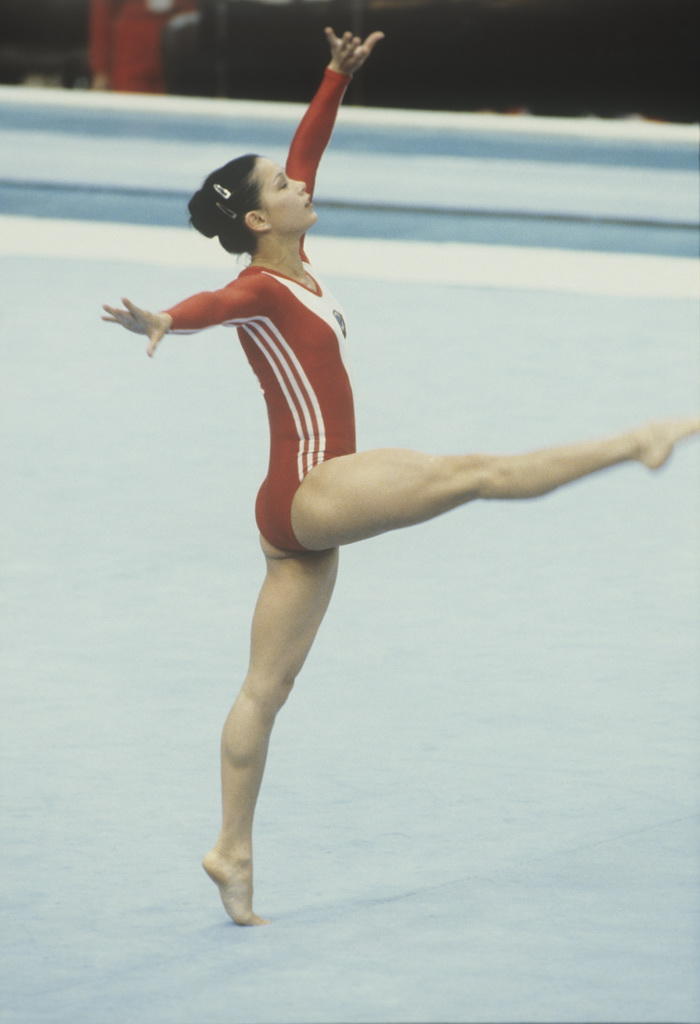
Nelli Kim – Siegerin am Boden

| Platz | Land | Athlet             | Gesamt Punkte | Finale Punkte | Pflicht/Kür ø Punkte |
| ----- | ---- | ------------------ | ------------- | ------------- | -------------------- |
| 1     | GDR  | Roland Brückner    | 19,750        | 9,900         | 9,850                |
| 2     | URS  | Nikolai Andrianow  | 19,725        | 9,850         | 9,875                |
| 3     | URS  | Alexander Ditjatin | 19,700        | 9,900         | 9,800                |
| 4     | TCH  | Jiří Tabák         | 19,675        | 9,850         | 9,825                |
| 5     | HUN  | Péter Kovács       | 19,425        | 9,650         | 9,775                |
| 6     | GDR  | Lutz Hoffmann      | 18,725        | 9,000         | 9,725                |

Finale am 25. Juli

#### Seitpferd
| Platz | Land | Athlet              | Gesamt Punkte | Finale Punkte | Pflicht/Kür ø Punkte |
| ----- | ---- | ------------------- | ------------- | ------------- | -------------------- |
| 1     | HUN  | Zoltán Magyar       | 19,925        | 10,0000       | 9,925                |
| 2     | URS  | Alexander Ditjatin  | 19,800        | 9,900         | 9,900                |
| 3     | GDR  | Michael Nikolay     | 19,775        | 9,900         | 9,875                |
| 4     | GDR  | Roland Brückner     | 19,725        | 9,900         | 9,825                |
| 5     | URS  | Alexander Tkatschow | 19,475        | 9,600         | 9,875                |
| 6     | HUN  | Ferenc Donáth       | 19,400        | 9,600         | 9,800                |

Finale am 25. Juli

#### Ringe
| Platz | Land | Athlet              | Gesamt Punkte | Finale Punkte | Pflicht/Kür ø Punkte |
| ----- | ---- | ------------------- | ------------- | ------------- | -------------------- |
| 1     | URS  | Alexander Ditjatin  | 19,875        | 9,950         | 9,925                |
| 2     | URS  | Alexander Tkatschow | 19,725        | 9,900         | 9,825                |
| 3     | TCH  | Jiří Tabák          | 19,600        | 9,800         | 9,800                |
| 4     | GDR  | Roland Brückner     | 19,575        | 9,800         | 9,775                |
| 5     | BUL  | Stojan Deltschew    | 19,475        | 9,700         | 9,775                |
| 6     | ROU  | Dan Grecu           | 18,850        | 9,000         | 9,850                |

Finale am 25. Juli

#### Sprung
| Platz | Land | Athlet             | Gesamt Punkte | Finale Punkte | Pflicht/Kür ø Punkte |
| ----- | ---- | ------------------ | ------------- | ------------- | -------------------- |
| 1     | URS  | Nikolai Andrianow  | 19,825        | 9,925         | 9,900                |
| 2     | URS  | Alexander Ditjatin | 19,800        | 9,925         | 9,875                |
| 3     | GDR  | Roland Brückner    | 19,775        | 9,900         | 9,875                |
| 4     | GDR  | Ralf-Peter Hemmann | 19,750        | 9,925         | 9,825                |
| 5     | BUL  | Stojan Deltschew   | 19,700        | 9,875         | 9,825                |
| 6     | TCH  | Jiří Tabák         | 19,525        | 9,650         | 9,875                |

Finale am 25. Juli

#### Barren
| Platz | Land | Athlet              | Gesamt Punkte | Finale Punkte | Pflicht/Kür ø Punkte |
| ----- | ---- | ------------------- | ------------- | ------------- | -------------------- |
| 1     | URS  | Alexander Tkatschow | 19,775        | 9,900         | 9,875                |
| 2     | URS  | Alexander Ditjatin  | 19,750        | 9,900         | 9,850                |
| 3     | GDR  | Roland Brückner     | 19,650        | 9,850         | 9,800                |
| 4     | GDR  | Michael Nikolay     | 19,600        | 9,900         | 9,700                |
| 5     | BUL  | Stojan Deltschew    | 19,575        | 9,700         | 9,875                |
| 6     | CUB  | Roberto Leon        | 19,500        | 9,700         | 9,800                |

Finale am 25. Juli

#### Reck
| Platz | Land | Athlet             | Gesamt Punkte | Finale Punkte | Pflicht/Kür ø Punkte |
| ----- | ---- | ------------------ | ------------- | ------------- | -------------------- |
| 1     | BUL  | Stojan Deltschew   | 19,825        | 9,950         | 9,875                |
| 2     | URS  | Alexander Ditjatin | 19,750        | 9,900         | 9,850                |
| 3     | URS  | Nikolai Andrianow  | 19,675        | 9,850         | 9,825                |
| 4     | GDR  | Ralf-Peter Hemmann | 19,525        | 9,850         | 9,675                |
| 4     | GDR  | Michael Nikolay    | 19,525        | 9,850         | 9,675                |
| 6     | CUB  | Sergio Suárez      | 19,450        | 9,800         | 9,650                |

Finale am 25. Juli

## Frauen

### Mannschaftsmehrkampf
| Platz | Land Athletinnen | Gesamt Punkte                                                          | Finale Punkte                      | Pflicht Punkte                     |
| ----- | --- | ---------------------------------------------------------------------- | ---------------------------------- | ---------------------------------- |
| 1     | Sowjetunion Jelena Dawydowa Marija Filatowa Nelli Kim Jelena Naimuschina Natalja Schaposchnikowa Stella Sacharowa     | 394,90 Sprung 98,60 Stufenbarren 98,65 Schwebebalken 98,60 Boden 99,05 | 197,15 049,00 049,25 049,15 049,75 | 197,75 049,60 049,40 049,45 049,30 |
| 2     | Rumänien Nadia Comăneci Rodica Dunca Emilia Eberle Melitta Rühn Dumitrița Turner Cristina Grigoraș                    | 393,50 Sprung 98,70 Stufenbarren 98,30 Schwebebalken 98,30 Boden 98,20 | 196,80 049,40 049,25 049,00 049,15 | 196,70 049,30 049,05 049,30 049,05 |
| 3     | DDR Maxi Gnauck Silvia Hindorff Steffi Kräker Katharina Rensch Karola Sube Birgit Süß                                 | 392,55 Sprung 98,60 Stufenbarren 98,55 Schwebebalken 97,35 Boden 98,05 | 195,75 049,10 049,20 048,40 049,05 | 196,80 049,50 049,35 048,95 049,00 |
| 4     | Tschechoslowakei Dana Brýdlová Jana Labáková Eva Marečková Katarína Šarišská Anita Šauerová Radka Zemanová            | 388,80 Sprung 96,70 Stufenbarren 97,55 Schwebebalken 97,25 Boden 97,30 | 193,70 047,75 048,70 048,55 048,70 | 195,10 048,95 048,85 048,70 048,60 |
| 5     | Ungarn Lenke Almási Erika Csányi Márta Egervári Erika Flander Erzsébet Hanti Éva Óvári                                | 384,30 Sprung 96,80 Stufenbarren 97,35 Schwebebalken 94,20 Boden 95,95 | 190,75 048,00 048,75 046,35 047,65 | 193,55 048,80 048,60 047,85 048,30 |
| 6     | Bulgarien Kamelija Eftimowa Dimitrinka Filipowa Galina Marinowa Antoaneta Rachnewa Krassimira Tonewa Silwija Topalowa | 382,10 Sprung 97,00 Stufenbarren 95,00 Schwebebalken 94,90 Boden 95,20 | 189,00 048,20 046,80 046,55 047,45 | 193,10 048,80 048,20 048,35 047,75 |

Teilnehmer: 8 Mannschaften
Finale am 23. Juli

### Einzelmehrkampf
| Platz | Land | Athletin                | Gesamt Punkte | Finale Punkte | Pflicht/Kür ø Punkte |
| ----- | ---- | ----------------------- | ------------- | ------------- | -------------------- |
| 1     | URS  | Jelena Dawydowa         | 79,150        | 39,650        | 39,500               |
| 2     | GDR  | Maxi Gnauck             | 79,075        | 39,400        | 39,675               |
| 2     | ROU  | Nadia Comăneci          | 79,075        | 39,550        | 39,525               |
| 4     | URS  | Natalja Schaposchnikowa | 79,025        | 39,450        | 39,575               |
| 5     | URS  | Nelli Kim               | 78,425        | 38,950        | 39,475               |
| 6     | ROU  | Emilia Eberle           | 78,400        | 38,850        | 39,550               |
| 7     | ROU  | Rodica Dunca            | 78,350        | 39,100        | 39,250               |
| 8     | GDR  | Steffi Kräker           | 78,200        | 38,950        | 39,250               |
| 9     | GDR  | Katharina Rensch        | 78,125        | 38,850        | 39,275               |
| 10    | TCH  | Radka Zemanová          | 77,850        | 38,850        | 39,100               |

Teilnehmer: 62 Turnerinnen aus 16 Ländern
Finale am 24. Juli mit 36 Turnerinnen aus 15 Ländern

### Gerätefinals

#### Sprung
| Platz | Land | Athletin                | Gesamt Punkte | Finale Punkte | Pflicht/Kür ø Punkte |
| ----- | ---- | ----------------------- | ------------- | ------------- | -------------------- |
| 1     | URS  | Natalja Schaposchnikowa | 19,725        | 9,825         | 9,900                |
| 2     | GDR  | Steffi Kräker           | 19,675        | 9,750         | 9,925                |
| 3     | ROU  | Melitta Rühn            | 19,650        | 9,775         | 9,875                |
| 4     | URS  | Jelena Dawydowa         | 19,575        | 9,675         | 9,900                |
| 5     | ROU  | Nadia Comăneci          | 19,350        | 9,425         | 9,925                |
| 6     | GDR  | Maxi Gnauck             | 19,300        | 9,375         | 9,925                |

Finale am 25. Juli

#### Stufenbarren
| Platz | Land | Athletin        | Gesamt Punkte | Finale Punkte | Pflicht/Kür ø Punkte |
| ----- | ---- | --------------- | ------------- | ------------- | -------------------- |
| 1     | GDR  | Maxi Gnauck     | 19,875        | 9,900         | 9,975                |
| 2     | ROU  | Emilia Eberle   | 19,850        | 9,900         | 9,950                |
| 3     | GDR  | Steffi Kräker   | 19,775        | 9,900         | 9,875                |
| 3     | ROU  | Melitta Rühn    | 19,775        | 9,900         | 9,875                |
| 3     | URS  | Marija Filatowa | 19,775        | 9,900         | 9,875                |
| 6     | URS  | Nelli Kim       | 19,725        | 9,850         | 9,875                |

Finale am 25. Juli

#### Schwebebalken
| Platz | Land | Athletin                | Gesamt Punkte | Finale Punkte | Pflicht/Kür ø Punkte |
| ----- | ---- | ----------------------- | ------------- | ------------- | -------------------- |
| 1     | ROU  | Nadia Comăneci          | 19,800        | 9,850         | 9,950                |
| 2     | URS  | Jelena Dawydowa         | 19,750        | 9,900         | 9,850                |
| 3     | URS  | Natalja Schaposchnikowa | 19,725        | 9,850         | 9,875                |
| 4     | GDR  | Maxi Gnauck             | 19,700        | 9,850         | 9,850                |
| 5     | TCH  | Radka Zemanová          | 19,650        | 9,850         | 9,800                |
| 6     | ROU  | Emilia Eberle           | 19,400        | 9,500         | 9,900                |

Finale am 25. Juli

#### Boden
| Platz | Land | Athletin                | Gesamt Punkte | Finale Punkte | Pflicht/Kür ø Punkte |
| ----- | ---- | ----------------------- | ------------- | ------------- | -------------------- |
| 1     | URS  | Nelli Kim               | 19,875        | 9,950         | 9,925                |
| 1     | ROU  | Nadia Comăneci          | 19,875        | 9,950         | 9,925                |
| 3     | URS  | Natalja Schaposchnikowa | 19,825        | 9,900         | 9,925                |
| 3     | GDR  | Maxi Gnauck             | 19,825        | 9,900         | 9,925                |
| 5     | ROU  | Emilia Eberle           | 19,750        | 9,850         | 9,900                |
| 6     | TCH  | Jana Labáková           | 19,725        | 9,850         | 9,875                |

Finale am 25. Juli

## Medaillenspiegel
| Platz | Land             | Goldmedaille – Olympiasieger | Silbermedaille – 2. Platz | Bronzemedaille – 3. Platz | Medaillen – Gesamt |
| ----- | ---------------- | ---------------------------- | ------------------------- | ------------------------- | ------------------ |
| 1     | Sowjetunion      | 9                            | 8                         | 5                         | 22                 |
| 2     | DDR              | 2                            | 3                         | 6                         | 11                 |
| 3     | Rumänien         | 2                            | 3                         | 2                         | 7                  |
| 4     | Ungarn           | 1                            | –                         | 1                         | 2                  |
| 4     | Bulgarien        | 1                            | –                         | 1                         | 2                  |
| 6     | Tschechoslowakei | –                            | –                         | 1                         | 1                  |
| Total | Total            | 15                           | 14                        | 16                        | 45                 |